# Église Saint-Guy de Český Krumlov

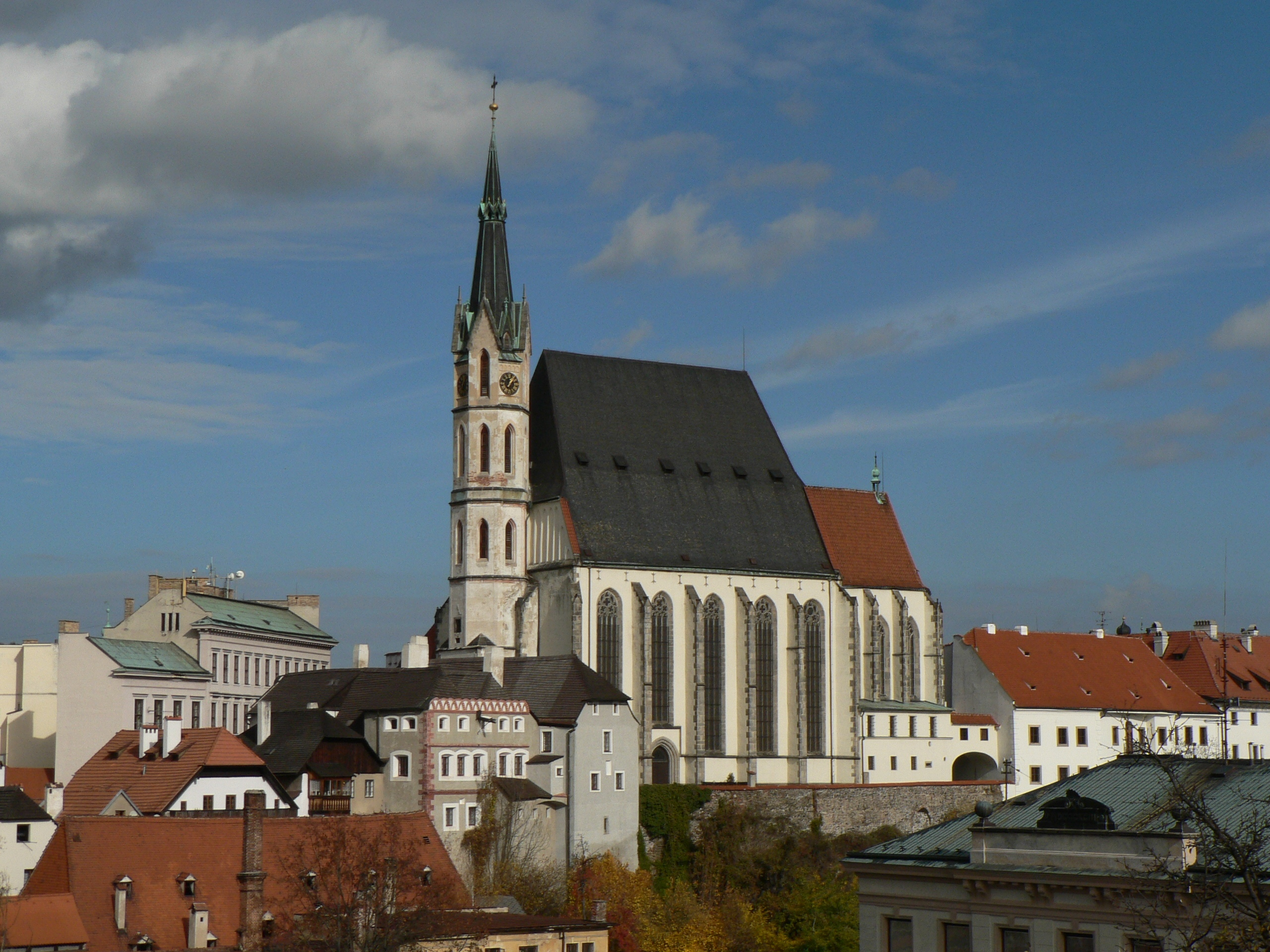
Saint-Guy

L'église Saint-Guy (en tchèque, kostel svatého Víta) à Český Krumlov (Tchéquie) a été construite au XIVe siècle. Elle est de style gothique et est le bâtiment le plus imposant de la ville après le château de Český Krumlov. L'église est depuis le 3 mai 1958 sous la protection des monuments et depuis le 15 novembre 1995 classé monument culturel national de la République tchèque.

## Emplacement
L'église est située sur une crête, qui est formée par une boucle de la Vltava. Le château de Krumlov se trouve 300 mètres plus au nord de l'autre côté de la Vltava. Le château et l'église symbolisent le pouvoir séculier et spirituel du Krumlov historique. A proximité de l'église se trouvent la maison de l'aumônier, la prélature, l'ancienne école paroissiale  et l'ancienne chapelle de Hieronymus, dans laquelle se tenaient les offices en langue allemande de 1379 à 1602.

## Histoire
L'histoire de l'église est inextricablement liée aux dirigeants de Rosenberg et de Schwarzenberg. Après Henri Ier de Rosenberg en 1302, ayant déménagé son siège du château de Rožmberk au château de Krumlov, son fils Peter Ier von Rosenberg a fondé peu avant 1317, la paroisse de Krumlov, qui a été mentionnée pour la première fois en 1329. L'ancienne église, construite en 1309, étant devenue trop petite pour la population croissante du siège royal des Rosenberg, Pierre Ier a commencé à construire une église plus vaste. Le pasteur de Český Krumlov Hostislav z Bílska a conclu un contrat avec le constructeur Jan Staněk en 1407 pour la poursuite de la construction de l'église. L'église Saint-Gilles de Milevsko a servi de modèle pour la nef, tandis que la voûte en filet devait être modelée sur la cathédrale Saint-Guy de Prague. Jan Staněk a construit le presbytère de 1407 à 1410 . Le bâtiment de l'église lui-même n'a été achevé qu'après les guerres hussites par le constructeur allemand Linhart von Aldenberg (en tchèque Linhart z Aldenberku) et a été re-consacré en 1439 .
Le chœur a été construit juste avant 1500 par Hans Getzinger de Haslach an der Mühl. Après la reprise de la ville par les Schwarzenberg, l'église a été convertie au style baroque en 1725-1726. Le cimetière attenant a finalement été supprimé en 1885 .

## Édifice

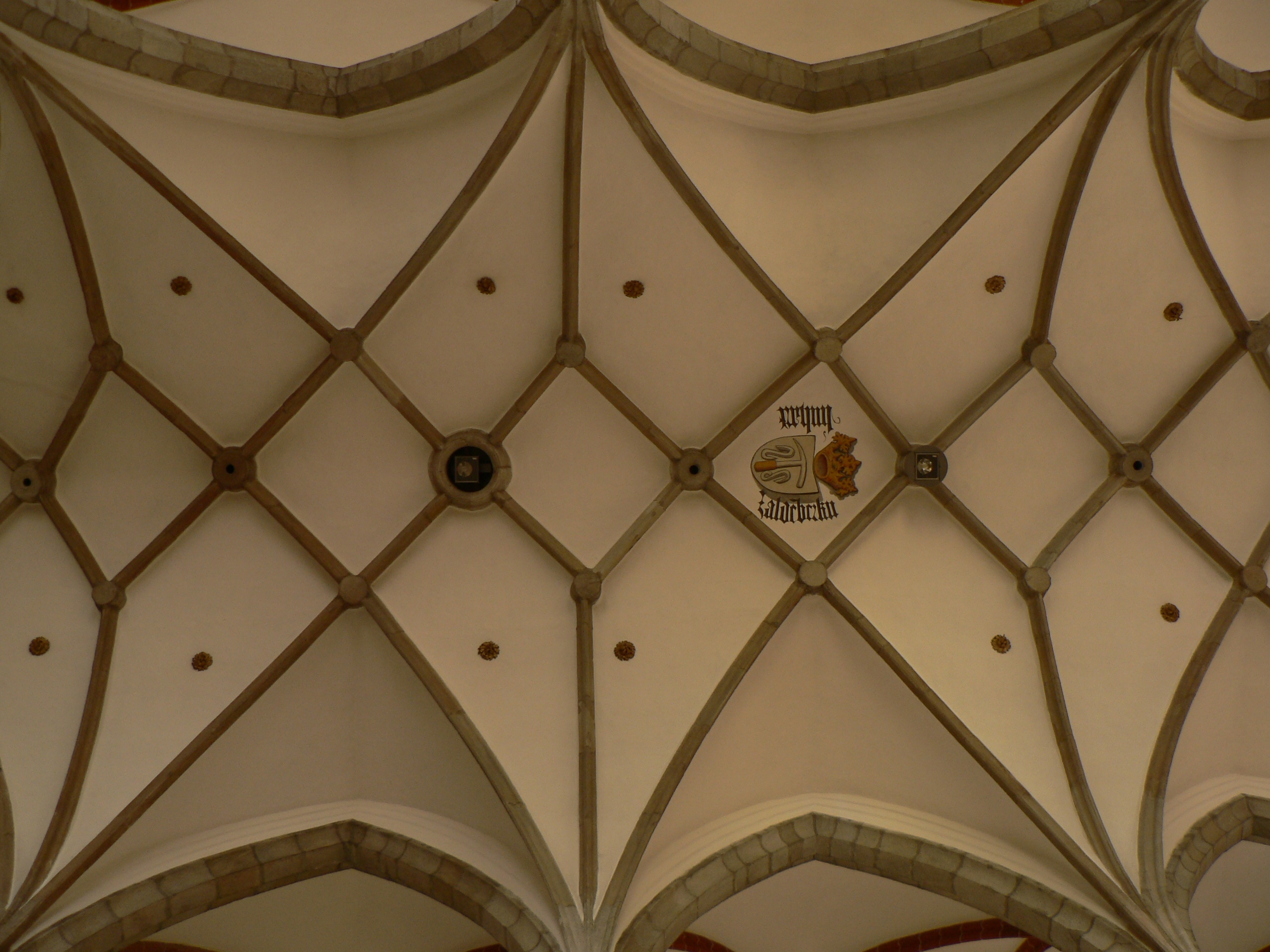
Voûte de l'église basée sur le modèle de la cathédrale Saint-Guy et avec l'inscription des armoiries de Linhart von Aldenberg dans la pierre

L'église Saint-Guy est une église-halle à trois nefs. L'inscription sur les armoiries de la voûte de la nef principale rappelle le constructeur Linhart von Aldenberg. Deux sacristies rectangulaires sont rattachées au presbytère pentagonal de part et d'autre. Du côté nord se trouvent le vestibule, la chapelle de la Résurrection et la chapelle Saint-Jean Népomucène.
La tour octogonale jouxte le pignon ouest de l'église, avec des fenêtres romanes au rez-de-chaussée. Le dernier étage de la tour est de style néogothique et date de 1893-1894.

### Mobilier

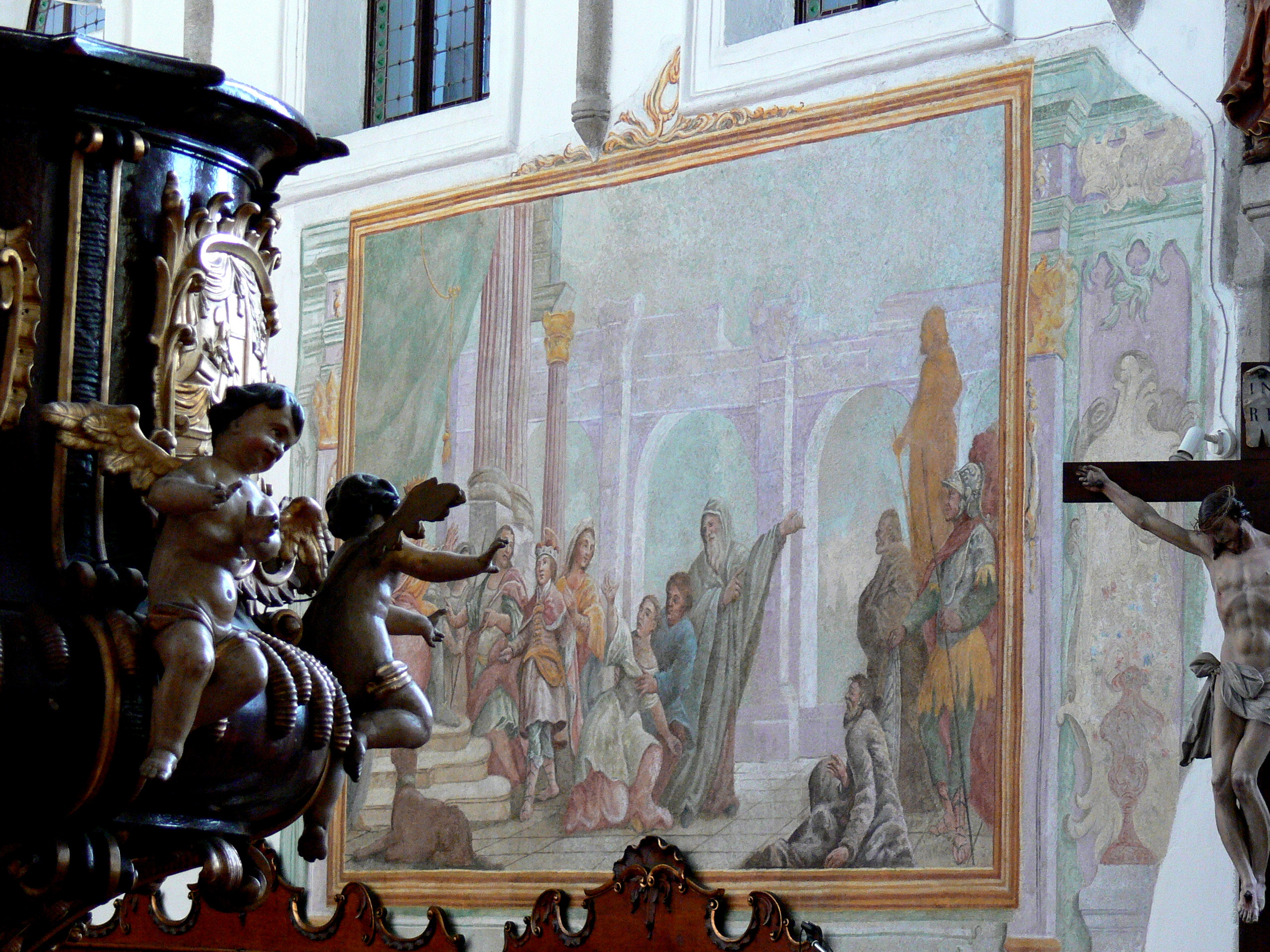
Fresque (1781) de Jan Vaclav Tschöpper

Le maître-autel, construit entre 1673 et 1683, a été conçu par Johann Worath et a été achevé par A. Freitag et M. Hübel après sa mort .  La grande fresque représentant une scène de la vie de Saint-Guy a été réalisée en 1781 par Jan Vaclav Tschöpper, qui a également peint la même année la chapelle de Saint-Wolfgang dans le monastère des Minorites de Krumlov. Les autels latéraux néogothiques datent de la fin du XIXe siècle.
De curieuses disputes se déclenchèrent concernant le mausolée Rosenberg, qui fut érigé au milieu du presbytère après la mort de Wilhelm von Rosenberg en 1592, et qui gênait les offices. Le Rosenberger Reiter placé sur le maître-autel fut enlevé dès 1621, l'enlèvement définitif du mausolée n'eut lieu qu'en 1783 dans le cadre des réformes du Joséphisme.
La Madone de Krumlov, créée vers 1390, qui est venue de Krumlov au Kunsthistorisches Museum de Vienne en 1913, ne se trouvait pas dans l'église Saint-Guy pendant des siècles, mais dans le monastère cistercien de Zlatá Koruna.

### Chapelles
La chapelle gothique de la Résurrection a été construite au XVe siècle. Les archidoyens de Český Krumlov y furent enterrés.
La chapelle Saint-Jean-Népomucène a été offerte par le couple Adam Franz zu Schwarzenberg et Eleonore von Schwarzenberg en remerciement pour la naissance de leur fils Joseph et construite en 1725 . Les cœurs du couple fondateur et de quelques autres Schwarzenberg sont enterrés dans une niche de cette chapelle. Dans la zone d'entrée de la chapelle, il y a deux grandes dalles funéraires en marbre rouge, qui proviennent de l'ancien mausolée Rosenberg dans le chœur.

## Littérature
- Pavel Vlček : Český Krumlov. Centre historique. Série UNESCO České dědictí. 2016, pp. 123–128.

## Liens web
- Kirche St. Veit in der Stadt Český Krumlov. In: farnostck.bcb.cz. Abgerufen am 9. April 2020.